# Vermont Wild
Vermont Wild byl profesionální americký klub ledního hokeje, který sídlil v Morrisvillu ve státě Vermont. V roce 2011 působil v profesionální soutěži Federal Hockey League. Wild ve své poslední sezóně v FHL skončily v základní části. Své domácí zápasy odehrával v hale Green Mountain Arena s kapacitou 1 000 diváků. Klubové barvy byly zelená, stříbrná, černá a bílá.
Vermont byl účastníkem druhého ročníku FHL. S počtem 10 odehraných zápasů z 53 plánovaných se staly Wilds týmem s nejkratší působností v lize.

## Přehled ligové účasti
Zdroj: 
- 2011: Federal Hockey League